# Blauet nan de pit morat
El blauet nan de pit morat (Ceyx flumenicola) és una espècie d'ocell de la família dels alcedínids (Alcedinidae) que habita les illes de Bohol, Leyte i Samar, a les Filipines.